# Haplophthalmus meridionalis
Haplophthalmus meridionalis är en kräftdjursart som beskrevs av Legrand och Albert Vandel 1950. Haplophthalmus meridionalis ingår i släktet Haplophthalmus och familjen Trichoniscidae. Inga underarter finns listade i Catalogue of Life.